# Футбольна асоціація Оману
Оманська футбольна асоціація (араб. الاتحاد العُماني لكرة القدم) — керівний орган футболу в Омані. Була заснована в 1978 році, є членом Азійської конфедерації футболу та ФІФА з 1980 року.

## Історія
Першим футбольним клубом Султанату був клуб «Макбул», заснований у 1942 році, сьогодні відомий як «Оман Клуб». У 1970-х роках Кабус бін Саїд аль-Саїд сприяв розвитку спортивних подій та асоціацій, що призвело в 1978 році до створення Оманської футбольної асоціації на чолі із Хайтамом бін Таріком аль-Саїдом (міністром національної спадщини та культури, а в 2020 році — наступник Кабуса на посаді султана), який і став першим президентом організації. У перший рік діяльності Асоціація стала членом Союзу арабських футбольних асоціацій і ФІФА, а потім приєдналася до Азійської футбольної федерації в 1980 році.
У листопаді 2017 року OFA було обрано для організації футбольного саміту FIFA Executive Football, запланованого на лютий 2018 року.
Асоціація на 70 % фінансується урядом через Міністерство спорту (2010).